# Jake Fendley
John Phillip "Jake" Fendley (Chicago, Illinois, 12 de junio de 1929 - Oak Park, Illinois, 9 de agosto de 2002) fue un jugador de baloncesto estadounidense que disputó dos temporadas en la NBA. Con 1,83 metros de estatura, jugaba en la posición de base.

## Trayectoria deportiva

### Universidad
Jugó durante tres temporadas con los Wildcats de la Universidad Northwestern, en las que promedió 10,4 puntos por partido.

### Profesional
Fue elegido en la vigésimo cuarta posición del Draft de la NBA de 1951 por Fort Wayne Pistons, donde jugó dos temporadas como suplente, siendo la más destacada la primera de ellas, en la que promedió 3,3 puntos y 1,4 rebotes por partido.

## Estadísticas de su carrera en la NBA

### Temporada regular
| Temporada | Edad | Equipo             | Liga | P   | TIT | MIN  | TC  | TCA | %TC  | 3P | 3PA | %3P | TL  | TLA | %TL  | R.OF. | R.DEF. | REB | ASIS | ROB | TAP | PER | FP  | PTS |
| 1951-52   | 22   | Fort Wayne Pistons | NBA  | 58  |     | 11.2 | 0.9 | 2.9 | .318 |    |     |     | 1.3 | 1.6 | .789 |       |        | 1.4 | 1.0  |     |     |     | 2.0 | 3.2 |
| 1952-53   | 23   | Fort Wayne Pistons | NBA  | 45  |     | 8.4  | 0.7 | 1.8 | .400 |    |     |     | 0.9 | 1.3 | .667 |       |        | 1.0 | 0.8  |     |     |     | 1.8 | 2.3 |
| Total     |      |                    | NBA  | 103 |     | 10.0 | 0.8 | 2.4 | .344 |    |     |     | 1.1 | 1.5 | .742 |       |        | 1.2 | 0.9  |     |     |     | 1.9 | 2.8 |

### Playoffs
| Temporada | Edad | Equipo             | Liga | P | MIN | TCA | TC | 3PA | 3P | TLA | TL | R.OF. | REB | ASIS | ROB | TAP | PER | FP | PTS | %TC  | %3P | %FT | MIN | PTS | REB | AST |
| 1951-52   | 22   | Fort Wayne Pistons | NBA  | 1 | 4   | 1   | 4  |     |    | 0   | 0  |       | 1   | 1    |     |     |     | 2  | 2   | .250 |     |     | 4.0 | 2.0 | 1.0 | 1.0 |
| 1952-53   | 23   | Fort Wayne Pistons | NBA  | 1 | 2   | 0   | 0  |     |    | 0   | 0  |       | 1   | 0    |     |     |     | 1  | 0   |      |     |     | 2.0 | 0.0 | 1.0 | 0.0 |
| Total     |      |                    | NBA  | 2 | 6   | 1   | 4  |     |    | 0   | 0  |       | 2   | 1    |     |     |     | 3  | 2   | .250 |     |     | 3.0 | 1.0 | 1.0 | 0.5 |